# Drum Beat
Drum Beat és una pel·lícula estatunidenca dirigida per Delmer Daves i estrenada el 1954.

## Argument
El President Grant encarrega el lluitador indi MacKay negociar amb els Modocs de Califòrnia del nord i Oregon del sud. Pel camí ha d'escortar Nancy Meek a casa dels seus oncles.

## Repartiment
- Alan Ladd: Johnny MacKay
- Audrey Dalton: Nancy Meek
- Marisa Pavan: Toby
- Robert Keith: Bill Satterwhite
- Rodolfo Acosta: Scarface Charlie
- Charles Bronson: capità Jack
- Warner Anderson: General Canby
- Elisha Cook Jr: Blaine Crackel
- Anthony Caruso: Manok
- Richard Gaines: Dr. Thomas
- Hayden Rorke: Ulysses S. Grant
- Frank DeKova: Modoc Jim
- Frank Ferguson: Mr. Dyar
- Willis Bouchey: General Gilliam
- Strother Martin: Scotty
- Edgar Stehli: Jesse Grant
- Perry Lopez: Bogus Charlie

## Crítica
El rodatge de la pel·lícula es va desenvolupar principalment a Arizona, a la rodalia de Sedona. És un western escrit, dirigit i produït per Delmer Daves, que va debutar com a director el 1943 amb el clàssic film Destí Tòquio, nominat a l'Oscar al millor guió i protagonitzat per Cary Grant i Alan Hale.
La pel·lícula, basada en una història real, presenta un repartiment encapçalat per Alan Ladd, també productor del film, que es va obrir pas com a estrella formant parella amb Veronica Lake en diversos títols clau del cinema negre, i Charles Bronson en el paper de Jack, convertit des de la dècada de 1970 en el justicier més famós de la pantalla.